# Csepel-Cup
Der Csepel-Cup (ungarisch Csepel kupa) war ein internationaler Wettbewerb im Straßenradsport in Ungarn, der als Etappenrennen veranstaltet wurde.

## Geschichte
Die internationale Rundfahrt führte über 3 bis 4 Etappen in der Gegend der Csepel-Insel bei Budapest. Am Start waren Vereinsmannschaften aus Ungarn und dem Ausland. Die erste Austragung fand 1975 statt. Das Rennen hatte 19 Austragungen.

## Palmarès
- 1975  András Takács
- 1976  Tibor Debreceni
- 1977  András Takács
- 1978  László Halász
- 1979  László Halász
- 1980  András Takács
- 1981  Sergei Nawolokin
- 1982  Detlef Macha
- 1983  László Halász
- 1984  Sergei Nawolokine
- 1985  Koen Vekemans
- 1986  Helmut Wechselberger
- 1987  Wolfgang Lötzsch
- 1988  Wolfgang Lötzsch
- 1989  Eddy Bouwmans
- 1990  Luca Pavanello
- 1991  Wiktor Orwinski
- 1992  Pascal Appeldoorn
- 1993  Gyula Kováč